# ジョン・フォーブズ・ケリー
ジョン・フォーブズ・ケリー（英語: John Forbes Kerry、1943年12月11日 - ）は、アメリカ合衆国の政治家、法律家。マサチューセッツ州選出連邦上院議員、同州副知事、国務長官を歴任した。信仰する宗教はカトリックである。2004年アメリカ合衆国大統領選挙での民主党の大統領候補であった。

## 生い立ち
1943年12月11日にコロラド州オーロラのフィッツシモンズ陸軍病院で誕生した。いわゆるボストン・ブラーミン（ボストンのバラモン）と呼ばれる家系であり、父リチャード・J・ケリーは、第二次世界大戦中は陸軍航空隊のテストパイロットで、結核の治療で同病院に入院した。ケリー一家はケリーの誕生後にマサチューセッツ州に転居した。同時にケリー一家はチェコから移住したカトリックに改宗したアシュケナジムだった。母はローズマリー・イザベル・フォーブズ（フランス系アメリカ人でアイルランド系アメリカ人の血も引く）で、フォーブス家のジェームズ・グラント・フォーブスの孫娘だった。
ケリー一家はたびたび転居したため、ケリーは複数の学校に通った。11歳の時にはケリー家はベルリンで暮らしたが、ケリーはスイスの寄宿学校に入学した。1957年には父のリチャードがノルウェーのアメリカ大使館に勤務したが、ケリーはマサチューセッツ州に戻り、マサチューセッツ州ニュートンの寄宿学校フェッセンデン・スクールに通った。翌年ニューハンプシャー州コンコードのセント・ポール・スクールに入学し、1962年に卒業した。学生時代はアイスホッケーやラクロスを行い、またエレクトラズというバンドでベースを弾いた。バンドは1961年にアルバムを500枚プレスし、そのうちの一枚が2004年にeBayのオークションで2551ドルで落札された。

### ジョン・F・ケネディ大統領との出会い
1962年にケリーはエドワード・ケネディの最初の上院議員選挙にボランティアとして参加した。その夏に彼はジャネット・ジェニングス・オーチンクロス（ジャクリーン・ケネディの異父姉妹）とデートした。8月26日に彼女はケリーを自宅に招いた。ケリーがジョン・F・ケネディ大統領に出会ったのはその後だった。
ケリーはケネディにイェール大学に入学することを話すと、ケネディはライバル校のハーバード大学出身だったため顔をしかめた。その後ホワイトハウスの写真家はナラガンセット湾でケネディの家族と航海するケリーの写真を撮影した。彼らは数週間後の1962年9月、ロードアイランド州の沖合でのヨットレース、アメリカズ・カップで再会した。ケリーはミドルネームとして母の旧姓を名乗っているため、フルネームはジョン・フォーブズ・ケリー（John Forbes Kerry）となり、イニシャルはケネディと同じ"JFK"となる。

### イェール大学
1962年にイェール大学に入学する。専攻は政治学で、1966年に卒業した。ケリーは2年生の時にイェール政治ユニオンの会長になった。そこでケリーは公民権運動やニューフロンティア・プログラムなどについて論じた。歴史学の教授ローリン・オスターワイスの指導の下、全国学生討論コンテストで優勝した。
ケリーは友人ジョン・シャタックに誘われ、1965年4月にスカル・アンド・ボーンズに参加した。

## 兵役
ケリーは1966年2月18日にアメリカ海軍予備役に登録し、士官候補生待遇の一等兵 (Officer Candidate Seaman Apprentice, OCSA, E-2) となる。8月19日に現役勤務としてロードアイランド州ニューポートの海軍士官候補生学校に入校した。その後、12月16日に少尉の辞令を受けた。
1967年6月8日にミサイル・フリゲート・グリッドレイ (USS Gridley, DLG-21) の技術士官として着任、1968年2月9日にグリッドレイは西太平洋に向けて出航した。翌日ケリーはベトナムでの哨戒艇任務を志願した。グリッドレイはニュージーランドのウェリントン、フィリピンのスービック湾から北ベトナムのトンキン湾で航空母艦の支援を行い、接敵することもなく6月6日にはカリフォルニア州ロングビーチに帰港した。
10日後の6月16日にケリーは中尉に昇進し、哨戒艇の艇長として訓練を受け、12月6日には南ベトナムのカムラン湾で高速哨戒艇PCF-44の艇長として任務に就いた。この間、12月2日夜間から3日朝にかけて、敵に遭遇し、ケリーは左肘上にM-79グレネードの破片を受けた。ケリーを手当てしたルイス・レットソン医師は、彼のクルーが衛生兵にケリーのことを「マサチューセッツからの次のJFKだ」「いつか大統領になる」と話していたことを思い出す。この負傷でケリーは初めてのパープルハート章を受章し、その後任務に復帰した。
ケリーはイェールでのクラスメートであるリチャード・パーシングを含む5名の友人をベトナムで失った。1969年2月28日にボーデ川で再び榴散弾の破片を左腿に受け、2度目の名誉負傷章を得た。医師は破片を切除するのに大きく切開せず、そのまま縫合処置をしたため、ケリーは今日でも左腿に破片を持っている。
ベイハプ川を他の哨戒艇3隻と共にパトロールしていたが、その水路は南ベトナム解放民族戦線の拠点だった。他の哨戒艇がドンクン川の近くで待ち伏せされたとの報告を受け、それらの支援に向かったとき、敵兵からのB-40ロケット弾の砲撃をキャビンに受けた。通常であれば川岸へ砲撃を行い、次に回避行動を取るのを、ケリーは副長のサンダスキーに艇を川岸の浅瀬に直接乗り上げさせるように命令した。この行動が勇気あるものか、それとも無鉄砲だったのか異論があるが、事実は明白である。艇が岸に乗り上げると、ベトコンはロケットランチャーを抱えて茂みに飛び込んだ。機銃手のトミー・ベロドウはM60機関銃を敵に撃ち込んだ。ベロドウの機関銃は発射後給弾不良を起こし、マイケル・メディロスが銃撃しようとしたができなかった。
ケリーはメディロスとともに敵兵を追って射殺し、ロケットランチャーを回収して艇に戻った。監督官は、艇を岸に乗り上げさせたことでケリーを軍法会議にかけるべきか、乗組員を救ったことで彼にメダルを与えるべきであるかどうか分からないとジョークを言った。結局ケリーはシルバースターを受章した。
3月13日にケリーの艇は機雷に接触すると共に激しい銃撃を受けた。左上臀部に榴散弾の破片を受け、回復まで2日を要した。この負傷とグリーンベレー隊員ジェームズ・ラスマンの救出活動でケリーは3度目のパープルハート章とブロンズスターメダルを受章した。
ケリーは3度の負傷後に帰国した。ケリーのベトナムでの任務は4月前半に終了し、その後をアメリカ本国で勤務した。1970年1月3日に大尉の階級で、アメリカ海軍予備役として非現役となり、その後1972年7月1日には待機予備役に編入され、1978年2月16日に名誉除隊した。ケリーは1966年8月から1970年1月まで軍で勤務した。
批評家はケリーの最初の負傷をバシトラシン剤と包帯による治療のみで任務に復帰したことで、名誉負傷章に相当しないのではないかと批判している。

## 反戦活動
反戦ベトナム帰還兵会（Vietnam Veterans Against the War, VVAW）のメンバーおよびスポークスマンとして、ケリーはアメリカ合衆国上院軍事委員会の公聴会で証言した。ケリーは1971年1月31日から2月2日までミシガン州デトロイトで行われたVVAWの冬期間兵員調査（通称は「ウィンター・ソルジャー集会」）に関して証言した。

### 勲章投げ捨て事件
1971年4月23日にケリーは他の退役軍人と共にワシントンD.C.の国会議事堂ビルで抗議の意味を込めてメダルとリボンを投げつけた。このデモンストレーションは、退役軍人がベトナム戦争を不正なものであると考えていることを示すために行われた。後にケリーの政治経歴でこの事件は論争を巻き起こした。
ケリーは2人の退役軍人のメダルと共に、フェンスに彼の略綬を投げつけた。略綬とメダルの違いは、前者は制服の胸の上に付けられた色の付いた棒である一方、後者は特別の場合に装着するリボンの付いた金属メダルである。
1971年11月6日にケリーはワシントンD.C.のテレビ局からインタビューを受け、「6、7、8、9個のメダル、いくつ返したか思い出すことができない」と答えた。
ケリーの自宅にメダルが現在も飾られていることが判明し、事件は論争になった。飾られているメダルがオリジナルだった場合、1971年に国会議事堂に投げつけたものはケリーのメダルでなかったことになる。その後数年にわたって、政敵は事件がケリーの不正確さの実証になると言い、この出来事を利用した。ケリーは何が起こったかに関して常に明らかだったと答えている。
当時からのニュースはケリーが他の2人から渡されたメダルと共にリボンをフェンスを越えて投げつけたと伝えている。ケリーは数年に渡ってその話を一貫して語っている。批評家は1971年のテレビインタビューでケリーが彼のメダルを投げつけたと語ったことを質問している。ケリーは「これは偽の論争です」とABCの『グッドモーニング・アメリカ』で語った。

### 反戦ベトナム帰還兵会 (VVAW) の1971年ミーティング
1971年11月12日から15日までVVAW（反戦ベトナム帰還兵会）ミーティングがミズーリ州カンザスシティーで開催された。そこで、ベトナム戦争を継続する政府要人を暗殺し、クーデターでベトナム和平を目指すという提案がなされた。
ケリーのスポークスマンであるマイケル・ミーハンは「ケリー上院議員は、カンザスシティー会議に出席したのを覚えていません」と『ボストン・グローブ』誌の質問について回答した。ケリーはミーティングが開催された11月の4か月前である7月には同団体の活動から離れていたため、同会議には出席していないと言われてきた。しかしアメリカ連邦捜査局の記録によればケリーは同会議の議長を務めたとあり、会議での対立に敗れ、直後にケリーは辞任したとなっている。
政府要人暗殺の提案は反戦活動家スコット・カミルによってなされた。カミルへの電話インタビューでケリーは「会議でケリーを見かけた記憶がない」と語った。会議で要人暗殺を話し合ったことについて当局は訴追をしなかったが、提案者のカミルは1972年8月のフロリダ州マイアミでのアメリカ共和党全国大会襲撃計画を立案したとして仲間の反戦帰還兵7人とともに逮捕され、裁判にかけられた。

## 法曹として

### 初期の政治活動
1972年2月にローウェルのヴェルヴェデーレに妻とともに家を購入し、9月には民主党の予備選挙に勝利してアメリカ合衆国下院議員選挙に出馬したが、当選したのは共和党候補のポール・クローニンであった。その後は国際ケア機構の基金調達係として働いたが
、ケリーの兄弟であるキャメロンは、後にこれを「追放の時代」と表現している 。

### 検察官として
ケリーは最初の娘であるアレクサンドラの誕生とほぼ同じ頃の1973年9月にマサチューセッツ州ニュートンのボストンカレッジの法科大学院ボストンカレッジ・ロー・スクールに入学した。その傍らラジオ局であるWBZのパーソナリティとしても働き、また1974年にはあるマサチューセッツ州の協会で集団訴訟を指揮したりした。
ロースクールで学んでいた間はジョン・J・ドロニー長官のミドルセックスの州検察庁で修習を受けており、1976年に法学博士となり 、同年5月に卒業した。同じ年に2番目の娘であるヴァネッサが生まれており、司法試験に合格してマサチューセッツ州法律家協会への入会が認められた後は州検察官となった。
1977年には筋萎縮性側索硬化症を患っていたドロニーにより州検察庁第1補佐官に抜擢され、公判を指揮して著名な強姦事件や殺人事件でも有罪を勝ち取った。また庁の管理職としては、知能犯罪や組織犯罪の専門部署や、被害者と証言者のための制度を創設し、公判スケジュールの調整役なども務めた。1978年にエドワード・ブルック州知事の離婚裁判での申告漏れについて、違法性が疑わしいとして調査を行うことも発表したのもケリーである（ただし同事件は不起訴となった）。

### 弁護士として
1978年にケリーはドロニーの健康状態が芳しくなかったことから長官選挙に立候補したが、当選したのは前任のドロニーであった。また、ドロニーの健康状態は改善し、ケリーに引き継いでいた業務を再度担当することになった。こうしてケリーは検察庁を辞任し、1979年には検事補(DA)のロアンヌ・スラゴーと共に法律事務所を開業した。
その他にテレビ局WCVB-TVのコメンテーターを務めたり、元ケネディ家のK・ダン・ギフォードと共同で「キルバート&フォーブズ」という名のマフィン店をボストンのクィンシー市場に開いている。

## 政治家として

### マサチューセッツ州副知事
1982年にマサチューセッツ州副知事に就任した。その後1982年にケリー副知事はギフォードの株を買い取り、スタンリーおよびリンダ・クラインにそれらを売った。数年後にはクラインに自分の持ち株を譲り、店は現在「マギーズ・スイーツ」として存在する。フリートセンターの民主党大会中に「ジョン・ケリー・チョコレートチップ・クッキー」のギフトバッグ千個を供給した。

### アメリカ合衆国上院議員
1984年にマサチューセッツ州選出上院議員に当選する。

2004年大統領選挙のポスター。副大統領候補はジョン・エドワーズであった。

2004年アメリカ合衆国大統領民主党予備選挙を勝ち抜いて民主党の大統領候補に正式指名されるが、2004年アメリカ合衆国大統領選挙では現職のジョージ・W・ブッシュ大統領に敗れ、落選した。なお、この時イラク戦争への対応の違いからフランスとの関係が悪化していた。これに乗じた共和党は、ケリーがフランス語が得意であることをネガティブ・キャンペーンに利用した。ケリーは批判をかわすために、フランス語を長い間封印することとなった。
2006年に大学での講演で「勉強をしないとイラクで立ち往生する羽目になる（get stuck in Iraq）」と発言し、兵士を学歴差別したと強い批判を浴びた。この発言についてケリーは「兵士ではなくブッシュ大統領を批判したつもりだったが言葉が足りなかった」と弁明している。
2008年アメリカ合衆国大統領民主党予備選挙では、形勢がまだ定まらない2008年1月10日の段階でバラク・オバマ候補の支持を表明した。
1期目のバラク・オバマ政権では国務長官になることを望んでいたが、ヒラリー・クリントンが就任したためかなわなかった。大統領特使として中東諸国・アフガニスタン・パキスタンを訪問し、政権の意向を非公式に伝達する役割を担った。
2012年アメリカ合衆国大統領選挙で再選を果たしたバラク・オバマ大統領より「アメリカの外交を導く人として完璧な選択だ」と言われ、2期目の政権でアメリカ合衆国国務長官に指名される。2013年1月29日にアメリカ合衆国上院外交委員会で全会一致の承認後に本会議では賛成94反対3で承認され、2月1日に68代目アメリカ合衆国国務長官に就任した。

### 第68代国務長官

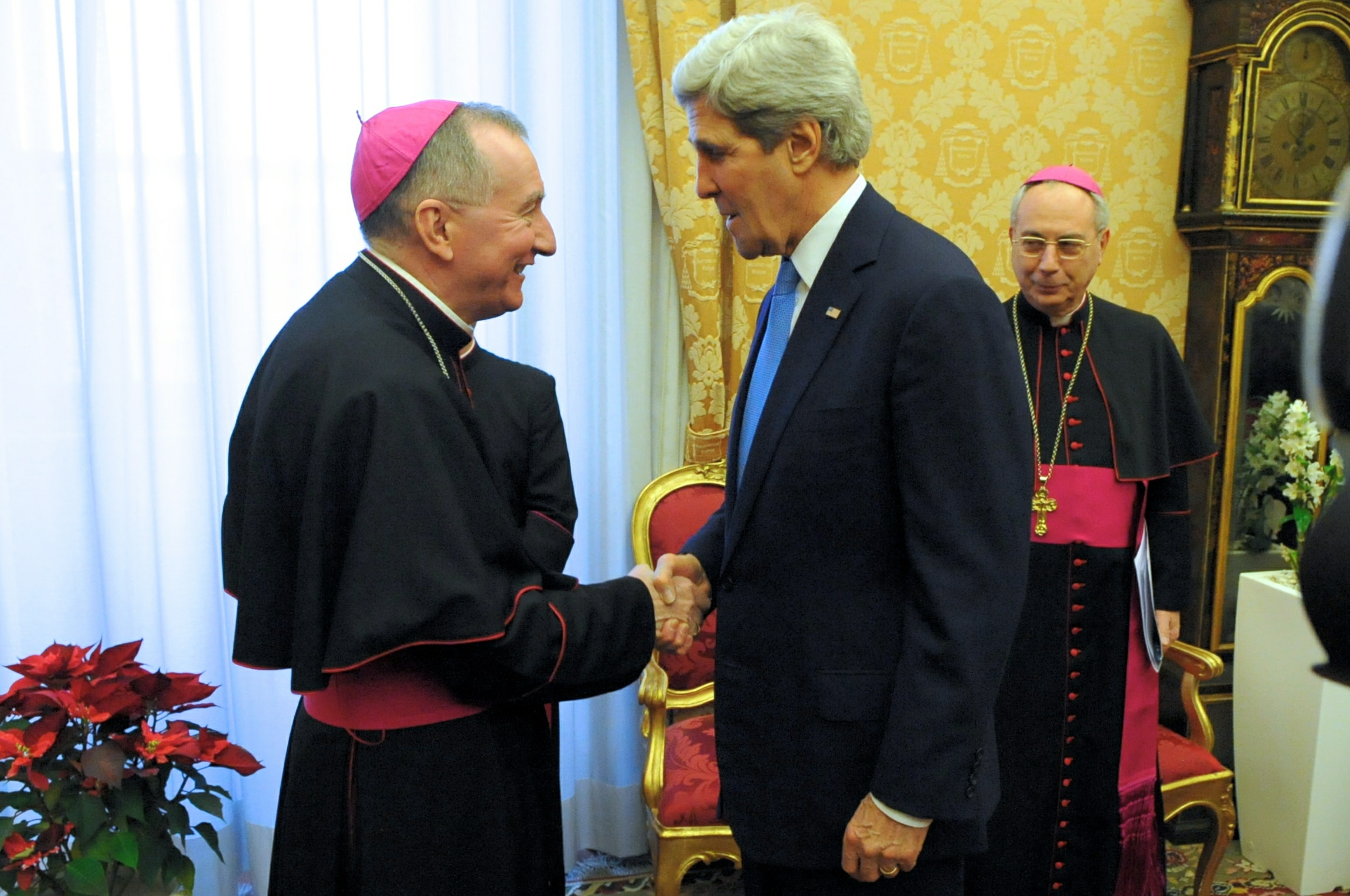
国務長官のピエトロ・パロリン大司教と。(2014年1月14日・バチカン市国にて)

2015年8月6日にアメリカ合衆国は広島平和記念式典にローズ・ゴットメラー国務次官をアメリカ政府高官として初めて派遣した。ケリーはこの日マレーシアで岸田文雄外務大臣と会談し、キャロライン・ケネディ駐日大使やアメリカ合衆国国務次官が式典に参列したことについて「誇りに思う」と述べた。
8月14日に現職のアメリカ合衆国国務長官として70年ぶりにキューバを訪問し、在キューバアメリカ大使館の再開式典に参加した。
2016年4月11日にアメリカの現職閣僚として初めて広島平和記念公園を訪問した。広島平和記念資料館を訪れた後、原爆死没者慰霊碑に献花を行った。献花後にケリーを含むG7外相は原爆ドームを訪れたが、これは当初の予定にはないもので、ケリーが現地で提案し急遽決まったものである。
2016年11月11日に、現職のアメリカ合衆国国務長官としては初めてとなる南極訪問を果たす。
同年12月28日にはイスラエルの入植活動を公然と批判する演説を行った。アメリカの主要閣僚が、同盟国のイスラエルを公然と非難するのは極めて異例のことだった。
2017年1月20日にバラク・オバマ政権の任期満了とともにアメリカ合衆国国務長官を退任した。

### 気候変動問題大統領特使
2021年1月20日より発足したバイデン政権に新設される気候問題担当大統領特使に任命された。
2024年1月31日、ホワイトハウスは、ケリーが大統領特使を退任し、後任にジョン・ポデスタ大統領上級顧問を起用すると発表した。ケリーは既にバイデン再選のための同年11月の大統領選挙の選挙活動に取り組むため辞任する意向を表明していた。

## 人物
ケリーは身長6フィート4インチ（194センチメートル）で、「ひょろ長いヤンキー」  (Lanky Yankee) と呼ばれた。旧友および家族は彼をジョニーと呼んでいる。若い頃にスイスとフランスで過ごしたため、流暢なフランス語を話す。サーフィン・ホッケー・狩猟およびベースの演奏が趣味である。サンシャインという黄色のカナリアを飼っている。好物はチョコレートチップ・クッキーであり、星座は射手座である。
1970年代の初めにジョン・レノンに会ったことがある。
好きな映画は『ジャイアンツ』と『カサブランカ』。愛読書はジェームズ・ブラッドリーの『Flags of Our Fathers』およびスティーヴン・アンブローズの『Undaunted Courage』。2003年のキャンペーン中、ケリーはクライド・プレストウィッツの『Rogue Nation』とバーバラ・アーンレイチ『Nickel and Dimed』を読んだ。
2003年に前立腺癌と診断され、治療は成功した。
1970年にジュリア・ソーンと結婚し、2人の子供をもうけた。アレクサンドラ（1973年に生まれ、ロサンゼルスの映画学校を2004年6月に卒業した）およびヴァネッサ（1976年に生まれ、祖父と同じくフィリップス・アカデミーを卒業し、イェール大学、ハーバード・メディカル・スクール、そしてロンドン・スクール・オブ・エコノミクスを卒業した）の2女で、ヴァネッサは父親の大統領選挙戦において活動的だった。
夫婦は1982年に別居し、1988年7月25日に離婚した。この婚姻の無効は1997年にカトリック教会によって正式に認められた。再婚までの間、ケリーは女優のモーガン・フェアチャイルドおよびキャサリン・オクセンバーグと親しかった。
ケリーはテレイザ・シモエス・フェレイラ・ハインツと1995年5月26日にマサチューセッツ州ナンタケット島で結婚した。テレイザは、ペンシルベニア州の上院議員でハインツ社の創業家のH・ジョン・ハインツ3世の未亡人であり、ジョン・ハインツ3世が1991年に飛行機事故で死亡した後、5.5億ドルの莫大な遺産を相続した。彼女には前夫との間に3人の息子ジョン・ハインツ・ジュニア、アンドレ・ハインツ、クリストファー・ハインツがいる。現在ケリーは最も裕福な上院議員で、妻と合わせた総資産は約10億ドルと推測される。
ケリーには、弟のカメロン・ケリー、およびダイアンとペギーの姉妹2人がいる。
なお2004年アメリカ合衆国大統領選挙を争った第43代アメリカ合衆国大統領ジョージ・W・ブッシュは遠戚に当たる。一時両者とも秘密結社の「スカル・アンド・ボーンズ」に所属していたことも話題となった。
駐日アメリカ合衆国大使を務めたキャロライン・ケネディの家庭教師だった。

## 栄典

### 米国外の栄誉称号

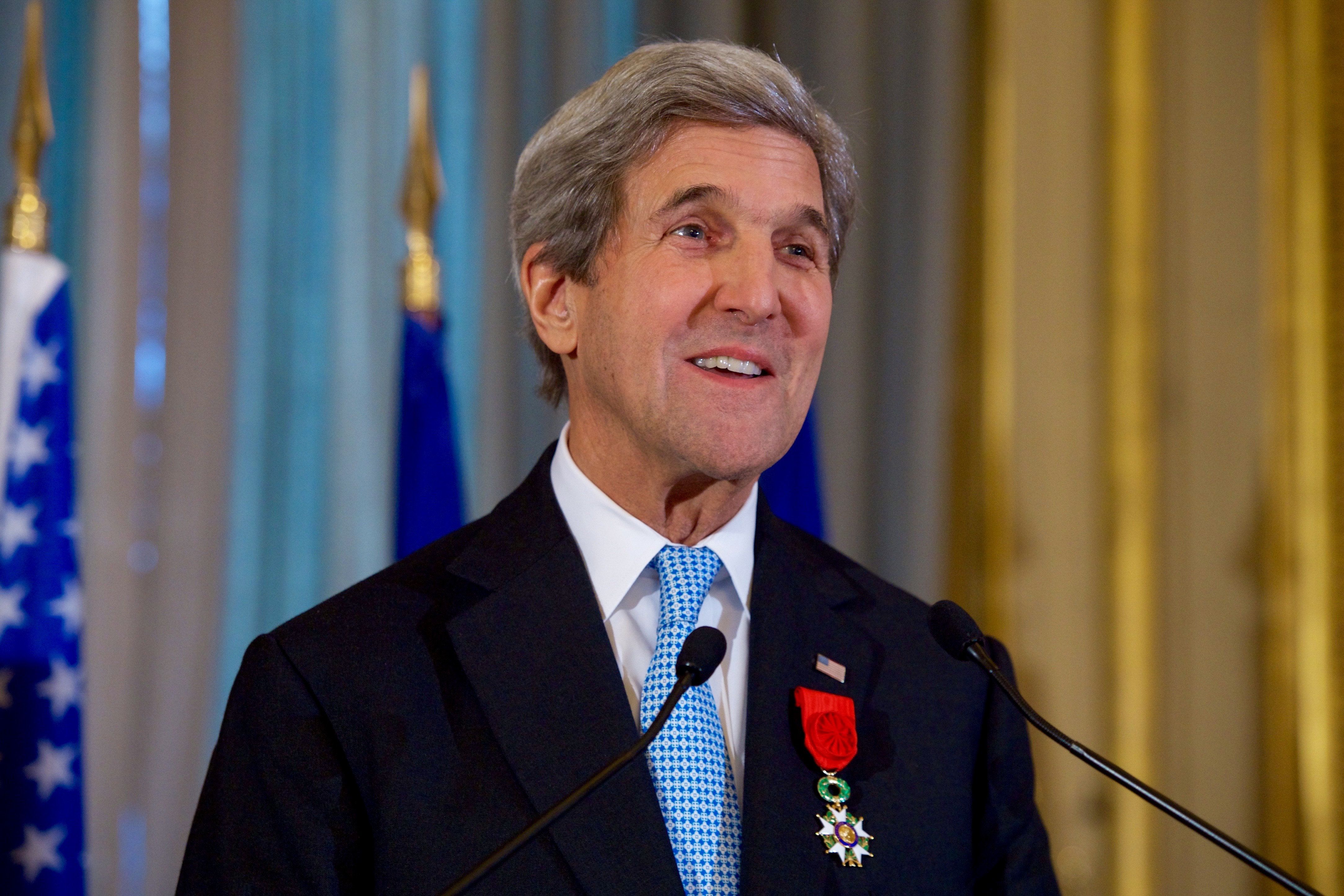
フランス外相ジャン＝マルク・エローよりレジオンドヌール勲章を授与されたケリー（2016年12月）

- ドイツ連邦共和国功労勲章[33]
- レジオンドヌール勲章

### 名誉学位
- マサチューセッツ大学ボストン校
- ノースイースタン大学
- ケニオン大学
- ボストン大学
- イェール大学